# Chapsa psoromica
Chapsa psoromica é uma espécie de líquen da família Graphidaceae. Foi descrito cientificamente em 2011.